# Project Algemene Vakken
Project Algemene Vakken, afkorting PAV, werd begin jaren tachtig als keuzemogelijkheid in de lessentabellen van het Beroepssecundair onderwijs ingevoerd.
Het vak staat voor een geïntegreerde aanpak van basisleerinhouden en basisvaardigheden in bruikbare en herkenbare contexten. Dit moet de vroegere opsplitsing in vakken met hun afzonderlijke leerinhouden vervangen, zoals:
- Nederlands
- Wiskunde
- Aardrijkskunde
- Biologie
- Geschiedenis

Om maximaal te kunnen inspelen op de capaciteiten en interesses van de leerlingen werkt PAV niet met een vooropgesteld gesloten leerplan. Dit wil zeggen dat de leerinhouden vrij kunnen gekozen worden. 

## Vakgebonden eindtermen
De vakgebonden eindtermen en dus ook de leerplandoelstellingen werden gegroepeerd in de volgende functionele domeinen.
- Functionele rekenvaardigheid
- Functionele taalvaardigheid
- Functionele informatieverwerving en -verwerking
- Organisatiebekwaamheid
- Tijd- en ruimtebewustzijn.
- Maatschappelijk en ethisch bewustzijn, weerbaarheid en verantwoordelijkheid.

Om deze eindtermen te realiseren worden actieve werkvormen ingeschakeld. Meestal wordt er thematisch aan de leerinhouden gewerkt. De leerlingen werken enkele uren per week aan dit thema. PAV is dus de aangewezen manier om aan thematisch onderwijs te doen.

## Vakoverschrijdende eindtermen
De vakoverschrijdende eindtermen (ook VOET genoemd) zijn :
- Leren leren
- Sociale vaardigheden
- Opvoeden tot burgerzin
- Gezondheidseducatie
- Milieueducatie
- Muzisch-creatieve vorming
- Technisch- technologische vorming

PAV is echter verschillend van het Projectonderwijs.